# Euphorbia livida
Euphorbia livida är en törelväxtart som beskrevs av Ernst Meyer och Pierre Edmond Boissier. Euphorbia livida ingår i släktet törlar, och familjen törelväxter. Inga underarter finns listade i Catalogue of Life.